# Air Liaison

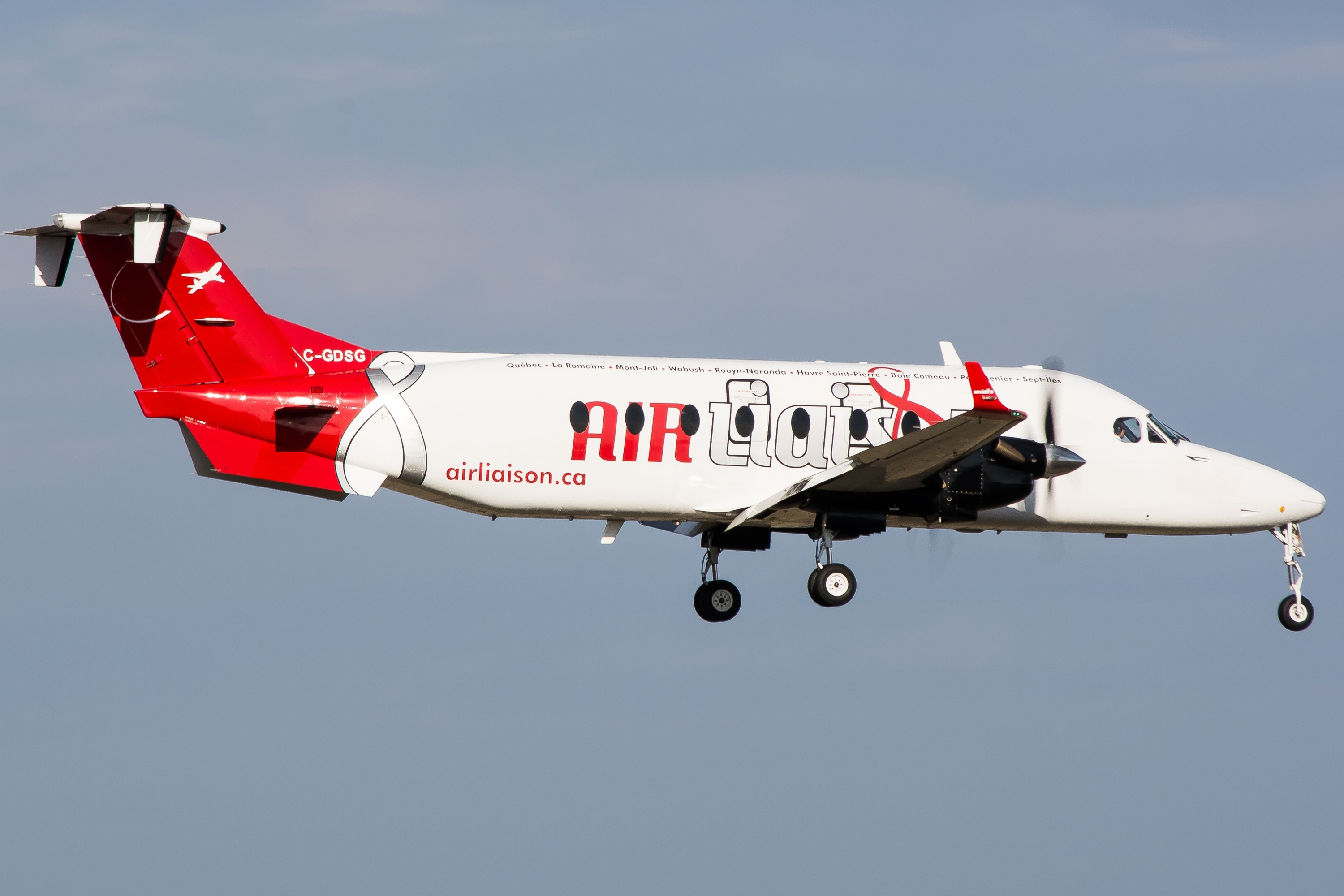
Un des Beechcraft 1900D en approche à l’aéroport de Québec

Air Liaison est une compagnie aérienne québécoise qui assure des vols régionaux aux départs de 12 destinations du lundi au vendredi. Les prix varient entre 300 $ et 550 $ canadiens.
Les aéroports desservis sont ceux de : Baie-Comeau (YBC), Blanc-Sablon (YBX), Gatineau (YND), Havre-Saint-Pierre (YGV), La Romaine (ZGS), Mont-Joli (YYY), Natashquan (YNA), Port-Menier (YPN), Québec (YQB), Rouyn-Noranda (YUY), Saint-Augustin (YIF), Sept-Îles (YZV), Montréal (YUL) et Wabush (YWK).
En janvier 2017 la compagnie aérienne annonçait qu'elle ouvrira une route entre Québec (YQB) et Gatineau (YND) deux fois par semaine,.

## Flotte
| Avions                   | En service | NB place | Notes |
| ------------------------ | ---------- | -------- | ----- |
| Beechcraft King Air A100 | 1          | 9        |       |
| Beechcraft King Air 200  | 3          | 9        |       |
| Beechcraft 1900D         | 7          | 19       |       |
| Cessna Caravan           | 1          | Cargo    |       |
| Learjet 45               | 1          | 8        |       |

## Medevac et nolisement
En 2015 Air Liaison ont commencé des opérations d’évacuation médicale dans l’est du Québec en coopération avec l’agence SPI. La compagnie offre ces services médicaux dans les villes suivantes : Unamen Shipu, Pakua Shipu, Schefferville, Fermont/Wabush, Sept-Îles, Île Anticosti (Port Menier), Mont-Joli, Natashquan, Havre St-Pierre, Chevery, Blanc-Sablon, Baie-Comeau, Québec et Montréal. Elle offre aussi des services de nolisement d’avion au Québec et au Canada.